# گولرزدورف
گولرزدورف (به آلمانی: Göllersdorf) یک منطقهٔ مسکونی در اتریش است که در ناحیه هولابرون واقع شده‌است. گولرزدورف ۲٬۹۷۶ نفر جمعیت دارد.